# Sampo (film)
Pour plus de détails, voir Fiche technique et Distribution.
Sampo (Сампо) est un film soviéto-finlandais réalisé par Alexandre Ptouchko, sorti en 1959.

## Fiche technique
- Titre original : Сампо
- Titre français : Sampo[1]
- Réalisation : Alexandre Ptouchko
- Scénario : Viktor Vitkovitch, Grigori Yakfeld, Väinö Kaukonen
- Photographie : Guennadi Tsekavy, Viktor Iakouchev
- Musique : Igor Morozov
- Pays d'origine : URSS - Finlande
- Format : Couleurs - 35 mm - Mono
- Genre : conte merveilleux
- Durée : 98 minutes
- Date de sortie : 1959

## Distribution
- Urho Somersalmi : Väinämöinen
- Anna Orotchko : Louhi
- Ivan Voronov : Ilmarinen
- Andris Ošiņš : Lemminkäinen
- Ada Voïtsik
- Eve Kivi : Annikki